# جيروم كيم
جيروم كيم هو لاعب كرة مضرب سويسري، ولد في 12 فبراير 2003.

## وصلات خارجية
- جيروم كيم على موقع رابطة محترفي التنس (الإنجليزية)
- جيروم كيم على موقع الاتحاد الدولي لكرة المضرب (الإنجليزية)
- جيروم كيم على موقع كأس ديفيز (الإنجليزية)
- جيروم كيم على موقع خلاصة التنس.كوم (الإنجليزية)